# Takumi Hayama
Takumi Hayama (født 20. maj 1978) er en tidligere japansk fodboldspiller.
Han har spillet for flere forskellige klubber i sin karriere, herunder Tokyo Verdy og Vegalta Sendai.